# (3388) Tsanghinchi
(3388) Tsanghinchi (1981 YR1) – planetoida z pasa głównego asteroid okrążająca Słońce w ciągu 3,64 lat w średniej odległości 2,36 j.a. Została odkryta w Obserwatorium Astronomicznym Zijinshan 21 grudnia 1981 roku.